# Virgile Gaillard
René Paul Virgile Gaillard (* 28. Juli 1877 in Paris; † 7. März 1943 ebenda) war ein französischer Fußballspieler.
Mit dem Team des Club Français Paris nahm er bei den Olympischen Sommerspielen 1900 am Fußballturnier teil. Das Team verlor mit einem 0:4 gegen den Upton Park FC, der das Vereinigte Königreich repräsentierte, konnte sich aber mit 6:2 gegen die Auswahl der Université libre de Bruxelles, die für Belgien antrat, durchsetzen und letztendlich die Silbermedaille gewinnen.